# أوتوقراطية ليبرالية
الأوتوقراطية الليبرالية (بالإنجليزية: Liberal Autocracy)‏ هو نظام حكم غير ديمقراطي تكون فيه السلطة بيد شخص واحد غير منتخب لكنها تحترم حقوق وحريات أفراد الشعب كونها تتبع مبادئ الليبرالية. ويذكر الكاتب الأمريكي الهندي الأصل فريد زكريا أنه حتى القرن العشرين كانت أغلب الدول في أوروبا الغربية تحكم بهذا النظام، أو في أحسن الأحوال بنظام شبه-ديمقراطي. فمثلاً كانت الإمبراطورية الهنغارية-النمساوية تحكم بنظام «الأوتوقراطية الليبرالية الكلاسيكية».
ويذكر مثالاً أقرب إلى زمننا هو هونغ كونغ التي كان يحكمها التاج البريطاني حتى عام 1997، ويقول أنها حتى عام 1991 لم يكن لديها انتخابات تستحق الذكر لكن حكومتها مثلّت نوعاً من «الليبرالية الدستورية» (بالإنجليزية: constitutional liberalism)‏ حيث حمت حقوق مواطنيها الأساسية وأدارت نظام محكمة عادل مع سلطة مركزية.
ويضيف الكاتب أن أكثر دول العالم الغربي قد تبنـَّت منذ منتصف القرن التاسع عشر أجزاءً هامة من الليبرالية الدستورية التي تمثل سيادة القانون وحرية التملك الفردية وفصل السلطات وحرية الفكر والتعبير وحرية التجمع، بينما لم تكتمل الديمقراطية وحق الانتخاب فيها إلا بعد حوالي قرن من ذلك الزمن.
في المقابل فإن وجود ليبرالية حقيقية في كثير من هذه الأوتوقراطيات أمر مشكوك فيه، حيث لم تكن حرية الرأي والتعبير فيها بلا حدود. لكن هونغ كونغ كانت بالفعل تتمتع بحرية التعبير وكذلك حرية التجمع في أواخر فترة الحكم البريطاني رغم غياب حق انتخاب الشعب لممثليهم.
ويرى بعض الباحثين أن النظام في مصر قد بدأ يبتعد منذ عام 2005 عن الاستبدادية المطلقة من خلال زيادة الحرية الشخصية نسبياً متجهاً نحو نظام أوتوقراطية ليبرالي
وعلى النقيض من الأوتوقراطية الليبرالية هنالك ديمقراطية لاليبرالية.